# Храм Троицы Живоначальной (Язвище)
Храм Троицы Живоначальной — православный храм в селе Язвище Волоколамского городского округа Московской области. Подворье патриарха Московского и всея Руси; до 1999 года — подворье Иосифо-Волоцкого монастыря.
Главный престол освящён в честь Святой Троицы; приделы — в честь Архангела Михаила и в честь святителя Николая.

## История

### Село Язвище
Село Язвище с расположенным в нём храмом Живоначальной Троицы является одним из самых древних мест Волоколамского района. Село расположено на реке Гряде, в 3 км от истока реки Ламы и в 20 км от Волоколамска.
Существует версия, согласно которой название «Язвище» связано с расположенным в центре села целебным источником. Слово «Язвище» с древнего славянского языка переводится как большая пещера или провал. Это перевод греческого слова «Хоны» — расщелина, пещера. Связано это название с легендарным событием — Чудом архангела Михаила в Хонех (Колоссах). По молитвам преподобного Архиппа архангел Михаил ударом копья открыл в земле расщелину (хону), в которую устремился селевой поток. Этот поток был спровоцирован язычниками для уничтожения христианского храма, построенного по обету местным жителем в благодарность за исцеление дочери от немоты. Первоначальный деревянный храм был посвящён Чуду в Хонех. Храм трижды перестраивали в XVII—XIX веках. Древний «Чудской» храм был включён в качестве придела.
Село известно тем, что в нём в 1440 году родился святой преподобный Иосиф Волоцкий, основатель Иосифо-Волоцкого монастыря.
Первые упоминания о деревянной церкви Живоначальной Троицы относятся к XV веку.

### Строительство храма
В 1815 году на средства прихожан было начато строительство нового кирпичного храма. Храм был освящён в 1820 году. В 1894 году, по проекту С. И. Бородина, была перестроена трапезная. В конце XIX века была построена красивая церковная ограда с тремя воротами и шатровыми башенками на углах.
Храм выстроен в стиле классицизма. Четверик церкви увенчан крупной световой ротондой, перекрытой куполом с мелкими люкарнами. С востока к нему примыкает полукруглая алтарная апсида, с севера и юга четырехколонные портики. Обширная четырехстолпная трапезная связывает храм с колокольней. Составленная из четырех кубических ярусов колокольня увенчана куполом с главкой. Декоративное убранство здания сдержанно. Стены трапезной украшает русский декор, над центром её поставлена декоративная главка.

### Советский период
С 1933 по 1937 год в храме служил Владимир Медведюк, в будущем священномученик. В числе других ему помогала послушница Татиана (Фомичёва), в будущем преподобномученица. 
Троицкий храм был закрыт и осквернён в 1956 году. Большая часть церковных ценностей была разграблена, однако удалось сохранить часть церковных икон. Здание храма долгое время использовалось в качестве колхозного склада.

### Восстановление
В 1990 году здание храма было возвращено Русской православной церкви; храм получил статус подворья Иосифо-Волоцкого монастыря (до декабря 1999 года). В том же 1990 году рядом с чтимым источником, на месте деревянной часовни, существовавшей в Язвище ещё в XIX веке, была построена кирпичная часовня.

## Духовенство
С 1991 года настоятель храма — священник Алексий Рзянин, в 1992 году настоятелем был назначен иеромонах Никон (Белавенец), с января 2000 года настоятель храма — священник Виталий Хохлов (частично восстановивший храм), с декабря 2012 года по 25 января 2025 г.  настоятель протоиерей Александр Амелин , с апреля 2016 года впервые в храм назначен второй штатный клирик — иерей Илия Соловьёв (с 26 января 2025 г. исполняет обязанности настоятеля в связи со смертью прот. Александра Амелина).

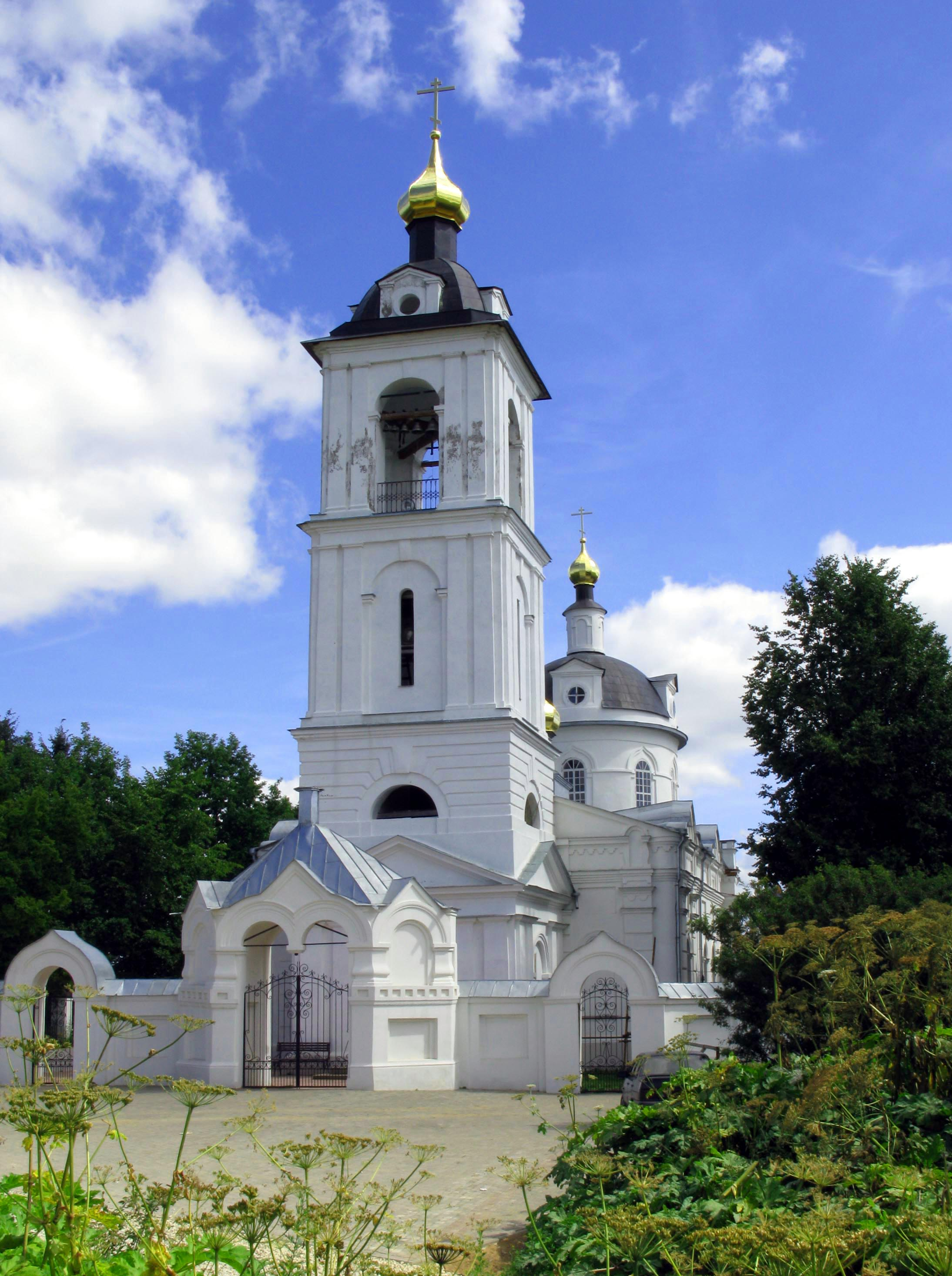
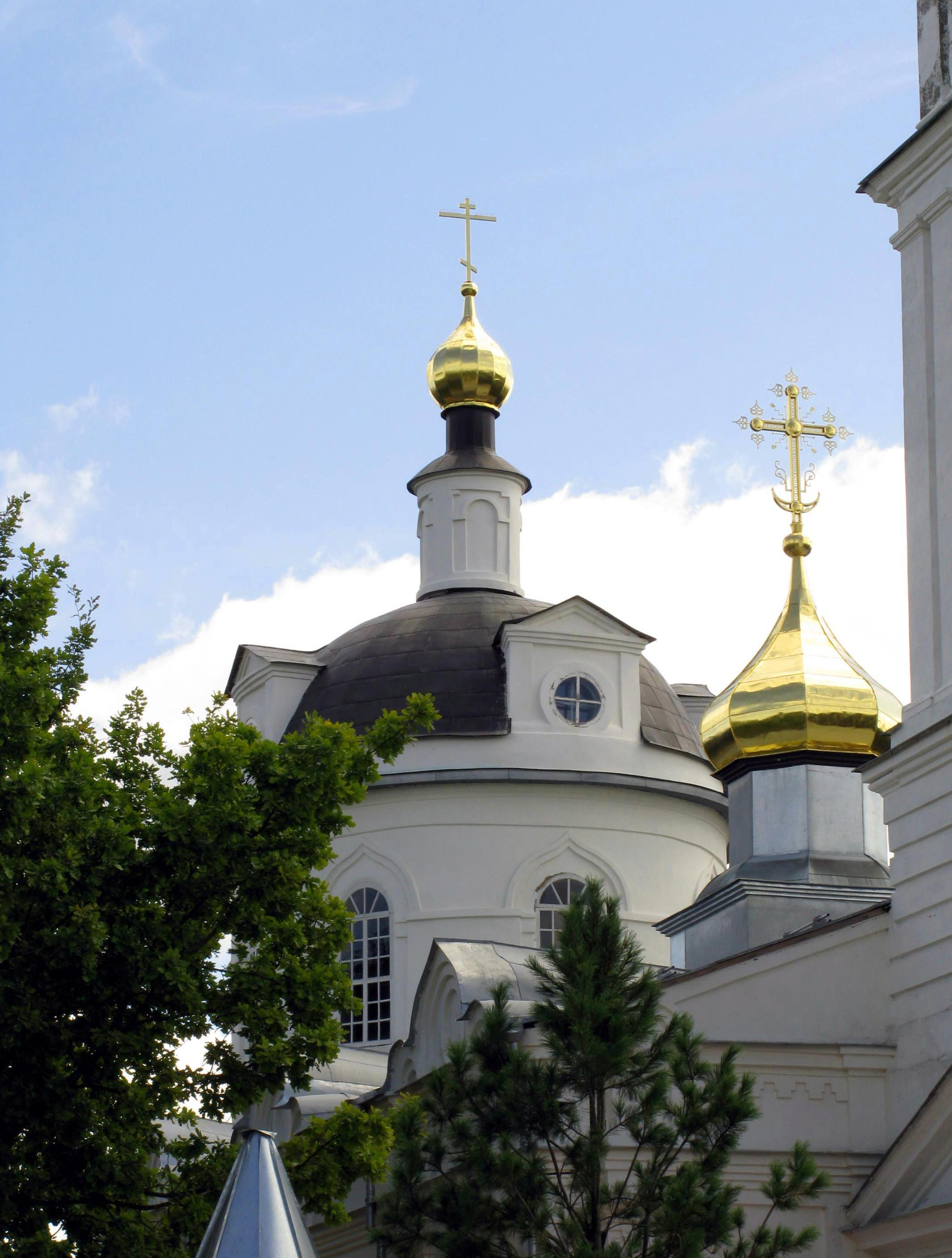
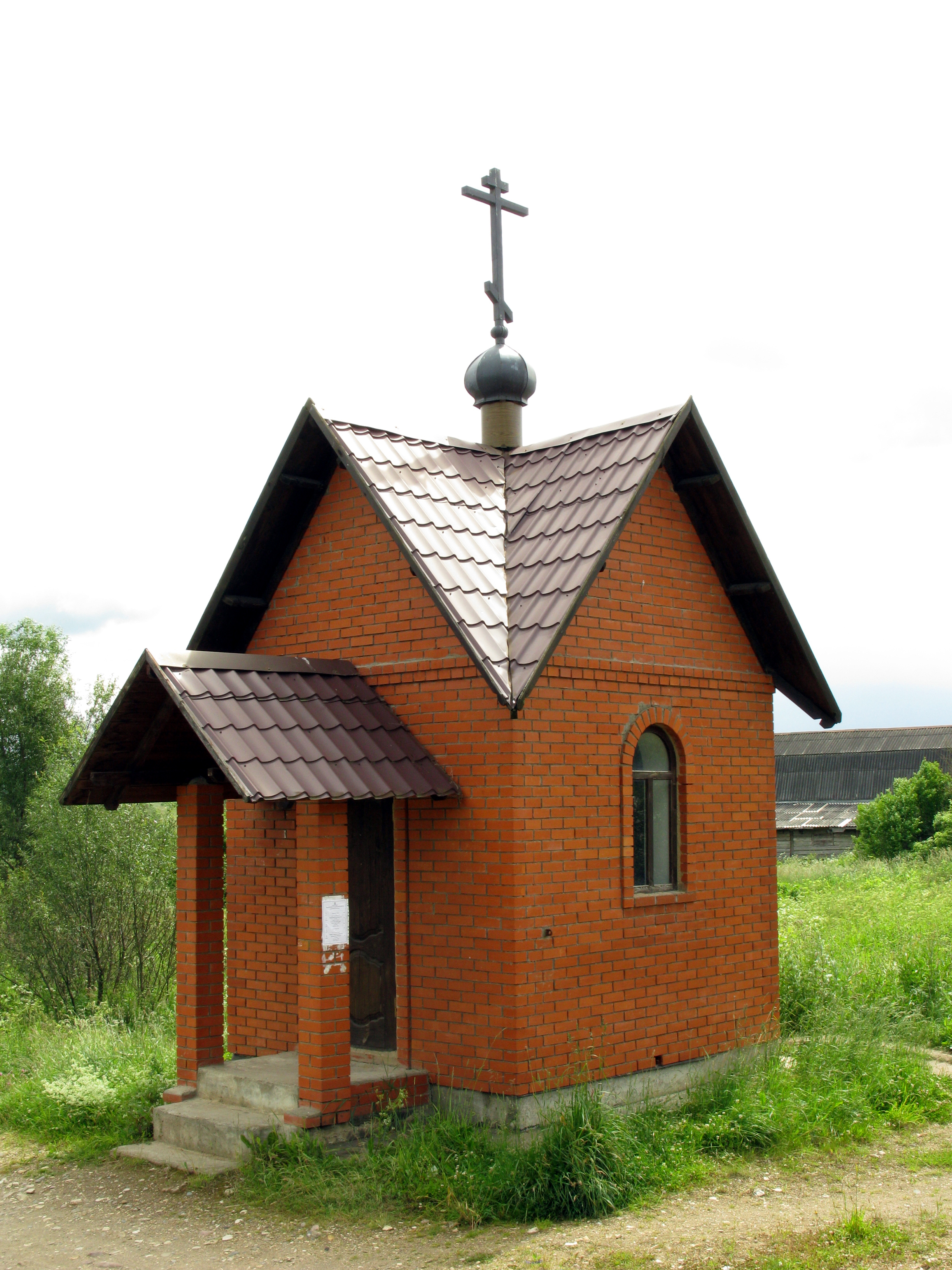
Часовня у целебного источника